# Salomon von der Osten
Salomon von der Osten genannt Sacken, född 1593 i Kurland, död 23 mars 1667 i Skönberga församling, Östergötlands län, var en svensk militär.

## Biografi
Salomon von der Osten genannt Sacken föddes 1593 på Elkesem i Kurland. Han var son till ryttmästaren Otto von der Osten genannt Sacken och Catharina von Henning. von der Osten blev 1615 musketerare vid Saxiska gardet, 1616 ryttare vid Saxiska kavalleriregementet och 1617 ryttare vid överste Johan Zoges tyska regemente i polsk sold. Han blev 1620 fänrik vid Östgöta infanteriregemente, 1627 löjtnant, 1629 kaptenlöjtnant och senare kapten. von der Oseten blev 1636 major och kommendant på Demitz, samt över amterna Grabow, Neustadt och Elldeimen. Han blev 24 december 1636 överstelöjtnant vid Östgöta infanteriregemente och 1644 överste. von der Osten blev 12 juli 1664 svensk adelsman och introducerades samma år i Sveriges Riddarhus som nummer 684. Han avled 1667 på Fullerstad i Skönberga socken och begravdes i en familjegrav vid Västra Husby kyrka.
von der Osten skänkte den lilla klockan till Skönberga kyrka.

### Egendom
von der Osten ägde Fullerstad i Skönberga socken och Korssätter i Västra Husby socken. Han kom även att äga Haddorp i Slaka socken, vilket han sedan sålde.

### Familj
von der Osten gifte sig 29 november 1629 på Stegeborg med friherrinnan kammarjungfrun Anna von Ungern-Sternberg (1590–1680), dotter till friherren Johan von Ungern-Sternberg och Anna Detlofsdotter von Kerbrock. De fick tillsammans barnen Christina Catharina von der Osten (1630–1638), Anna von der Osten (född 1631) som var gift med kaptenen Henrik Rytter, majoren Otto Johan von der Osten (1634–1669) i Östgöta kavalleriregemente och friherren Gustaf Adolf von der Osten (1636–1716).